# Mohammed ben Hadou

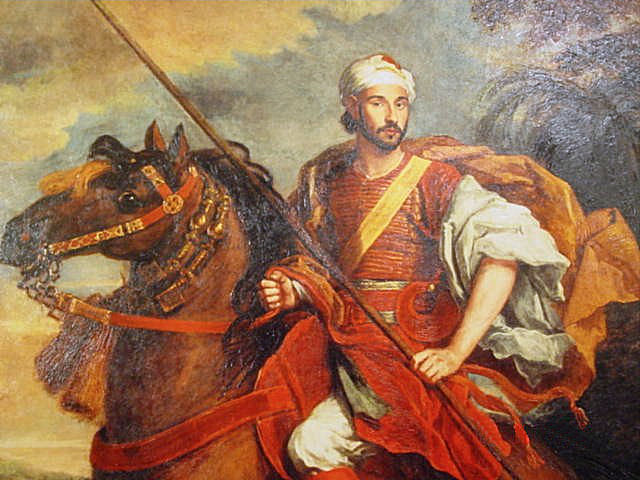
Der marokkanische Botschafter ben Hadou in London, 1682. Der Maler des Gemäldes, das den Botschafter während eines Ausrittes im Hyde Park zeigt, ist Godfrey Kneller.

Mohammed ben Hadou, auch Mohammad bin Hadou, Mohammad bin Hadu, Muhammad ben Haddu al'Attar oder Muhammad ben Haddu Ottur, war ein marokkanischer Botschafter, der sich 1681/1682 am Hofe des englischen Königs Charles II. aufhielt. Sein Besuch stellt einen Versuch dar, die Englisch-Marokkanische Allianz wieder aufleben zu lassen, die vom Ende des 16. Jahrhunderts bis zum frühen 17. Jahrhundert bestanden hatte.

## Hintergrund des Besuches
Der marokkanische Herrscher Mulai Ismail, der 1672 nach dem Unfalltod seines Halbbruders Mulai ar-Raschid an die Macht gelangte, zielte darauf ab, Marokko zu einem politischen Schwergewicht zu entwickeln, das auf Augenhöhe mit den einflussreichen europäischen Ländern verhandeln konnte. Um die europäischen Länder an den Verhandlungstisch zu zwingen, nutzte er als Pfand europäische Gefangene, die in Marokko versklavt waren.
Die meisten dieser europäischen Sklaven stammten aus Raubzügen der Barbaresken-Korsaren, die gezielt Handelsschiffe europäischer Handelsmächte angriffen und ihre Gefangenen auf nordafrikanischen Sklavenmärkten verkauften. Ein weiterer Teil der europäischen Gefangenen stammte aus europäischen Siedlungen und Festungen an der marokkanischen Küste, die Mulai Ismail mit seinen Truppen eroberte. Der Aufnahme verstärkter diplomatischer Verhandlungen zwischen Marokko und England war eine Gefangensetzung von mehreren dutzend englischer Garnisonsmitglieder an der marokkanischen Küste vorausgegangen. Eine englische Gesandtschaft unter Leitung von Sir James Leslie, die deren Freilassung verhandeln sollte, war 1680 erfolglos geblieben und konnte lediglich erreichen, dass ein marokkanischer Botschafter zu Verhandlungen nach Großbritannien geschickt werden sollte. Mulai Ismail wählte als seinen Botschafter Mohammed ben Hadou aus, einen marokkanischen Adeligen, über den Gerüchte behaupteten, dass seine Mutter eine der versklavten Europäerinnen war.

## Der Besuch

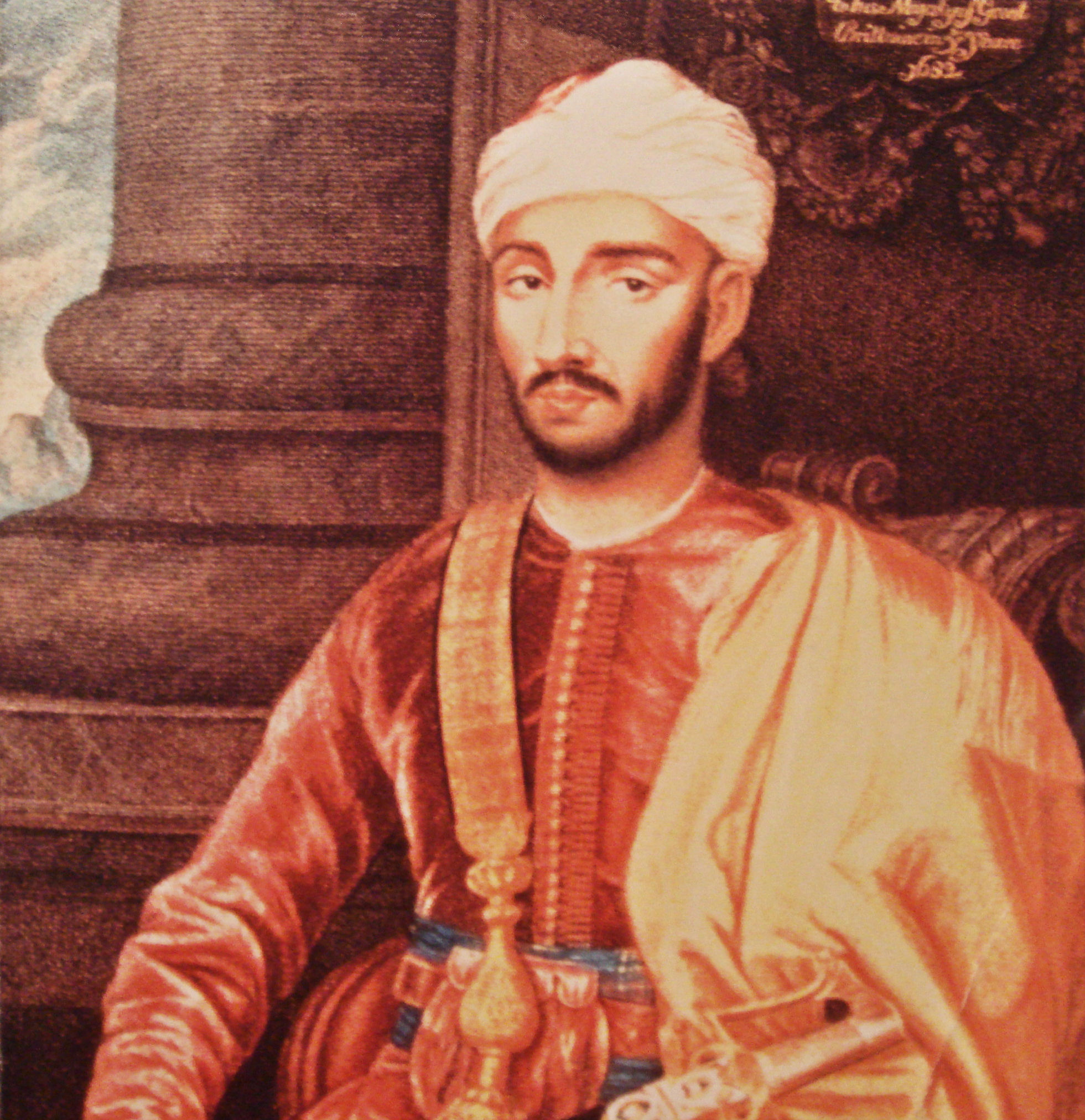
Mohammed ben Hadou, marokkanischer Botschafter in Großbritannien, 1682, unbekannter Maler

Mohammed ben Hadou kam mit seiner Gefolgschaft am 29. Dezember 1681 in London an und verließ dieses wieder am 23. Juli 1682. Als Gastgeschenk brachte ben Hadou dem englischen König zwei Löwen sowie eine Reihe Afrikanischer Strauße mit.
Sein 6 Monate währender Aufenthalt wurde in England mit großer Aufmerksamkeit verfolgt und von der damaligen Presse kommentiert.  Ben Hadou war sogar vereinzelt das Subjekt von Gedichten. John Evelyn hielt in seinem Tagebuch fest, dass ben Hadou in London ausgesprochen populär sei, und bezeichnete ihn als „the fashion of the season“. Er bezeichnete ben Hadou als eine sehr gut aussehende Person mit guten Umgangsformen. Besondere Aufmerksamkeit erlangten die Reitausflüge im Londoner Hyde Park, die er und seine Begleiter unternahmen und bei denen sie sich in traditioneller Kleidung zeigten.
Ben Hadou weigerte sich zunächst die Verhandlungen aufzunehmen und sowohl der englische König als auch seine Minister sahen zunächst davon ab, das Schicksal der englischen Gefangenen energisch vorzutragen. Sie hofften, den Botschafter zunächst für sich einzunehmen, und versprachen sich davon einen größeren Verhandlungserfolg. Stattdessen wurden die Marokkaner zu Ausflügen in die Umgebung von London eingeladen und waren unter anderem in Windsor, Newmarket, Oxford und Cambridge zu Gast. Im April 1682 wurde ben Hadou sogar in die Royal Society aufgenommen, deren Vorsitz zu dem Zeitpunkt Christopher Wren innehatte.
Im Frühjahr 1682 begannen schließlich auch die Verhandlungen zwischen den Bevollmächtigten der englischen Krone und dem marokkanischen Botschafter. Trotz umfangreicher Handlungsvollmachten war das Ergebnis der Verhandlungen mit dem englischen Königshof jedoch aus englischer Sicht mager: Die englische Krone sollte für jeden freizukaufenden Engländer die hohe Summe von 200 spanische Dollar zahlen, Ben Hadou machte das Verhandlungsergebnis außerdem von der Zustimmung von Mulai Ismail abhängig. Ben Hadou kehrte im September 1682 nach Marokko zurück. Mulai Ismail reagierte auf seine zurückkehrende Gesandtschaft mit der für ihn nicht untypischen Unberechenbarkeit. Unter dem Vorwurf, in London mit Prostituierten verkehrt und Alkohol getrunken zu haben, drohte er ihnen schwere Bestrafung an und ließ sich nur mit Mühen besänftigen. Zu einer Freilassung von englischen Gefangenen, die in Marokko unter erbärmlichen Umständen lebten, kam es nicht.

## Einzelbelege
1. 1 2  Richard Nash: Wild enlightenment: The borders of human identity in the eighteenth century. Univ. of Virginia Press, Charlottesville, VA 2003, ISBN 0-8139-2165-1, S. 54 (englisch, eingeschränkte Vorschau in der Google-Buchsuche).
2. ↑  Giles Milton: White Gold: The Extraordinary Story of Thomas Pellow and North Africa's One Million European Slaves. Hodder & Sloughton, London 2005, ISBN 0-340-89509-8, S. 37.
3. ↑  Milton: White Gold. S. 42.
4. ↑  Milton: White Gold. S. 43.
5. 1 2  Cynthia Löwenthal: Performing identities on the Restoration stage. S. 215 (books.google.com)
6. ↑  G. Milton: White Gold. 2005, S. 44.
7. 1 2  Nabil Matar: Turks, Moors, and Englishmen in the Age of Discovery. S. 38 f.
8. ↑  G. Milton: White Gold. 2005, S. 45.
9. ↑  G. Milton: White Gold. 2005, S. 46.
10. ↑  G. Milton: White Gold. 2005, S. 47.

| Personendaten    | Personendaten                                                                                    |
| ---------------- | ------------------------------------------------------------------------------------------------ |
| NAME             | Hadou, Mohammed ben                                                                              |
| ALTERNATIVNAMEN  | Hadou, Mohammad bin; Hadu, Mohammad bin; Al'Attar, Muhammad ben Haddu; Ottur, Muhammad ben Haddu |
| KURZBESCHREIBUNG | marokkanischer Botschafter                                                                       |
| GEBURTSDATUM     | vor 1681                                                                                         |
| STERBEDATUM      | 17. Jahrhundert                                                                                  |